# پویکوتونی
پویکوتونی (به اسپانیایی: Puicutuni) یک کوه در پرو است که در Peru, Cusco Region, Puno Region واقع شده‌است. پویکوتونی ۴٬۹۰۰ متر بالاتر از سطح دریا واقع شده‌است.